# Myrichthys tigrinus
Myrichthys tigrinus är en fiskart som beskrevs av Girard, 1859. Myrichthys tigrinus ingår i släktet Myrichthys och familjen Ophichthidae. IUCN kategoriserar arten globalt som livskraftig. Inga underarter finns listade i Catalogue of Life.